# Žabari (općina)
Žabari (općina) (ćirilično: Општина Жабари) je općina u Braničevskom okrugu u Središnjoj Srbiji. Središte općine je naselje Žabari. 

## Zemljopis
Po podacima iz 2004. općina zauzima površinu od 264 km² (od čega je poljoprivrednih površina 21.963 ha, a šumskih 1.822 ha).

## Stanovništvo
Prema popisu stanovništva iz 2002. godine u općini živi 13.034 stanovnika, raspoređenih u 15 naselja .
Po podacima iz 2004. prirodni priraštaj je iznosio -7,5 ‰. Broj zaposlenih u općini iznosi 1091 ljudi. U općini se nalazi 15 osnovnih škola s 1.105 učenika i nema srednjih škola.

### Naselja
Naselja u općini Žabari s brojem stanovnika:
- Žabari  1.442
- Aleksandrovac 1.546
- Brzohode 	825
- Viteževo 	863
- Vlaški Do 	1.310
- Kočetin 	404
- Mirijevo 	474
- Oreovica 	862
- Polatna 	281
- Porodin 	2036
- Svinjarevo 	213
- Sibnica 	407
- Simićevo 	1.465
- Tićevac 	265
- Četereže 	641

## Vanjske poveznice
- Službena stranica općine  Arhivirana inačica izvorne stranice od 9. veljače 2009. (Wayback Machine)